# Lala Band
Lala Band a fost o formație de muzică pop rock românească din București. A fost lansată în 2011 în serialul de televiziune Pariu cu viața, difuzat de Pro TV. 
În urma unui casting organizat de MediaPro Pictures, organizat în februarie 2011 au fost aleși 21 de tineri. În ultimul an, în trupa au fost rămas doar 12: Alina Eremia, Dorian Popa, Cristina Ciobănașu, Vlad Gherman, Alexia Talavutis, Dima Trofim, Sore Mihalache, Rapha Tudor, Ana Baniciu, Bubu Cernea, Gabriel Ciocan și Alex Nicolae. În cei trei ani de activitate ai formației, aceasta a atins performanțe greu de egalat. Patru turnee naționale, peste 150 de ore de cântat live, 5 albume de studio (Lala XMas Songs, Lala Love Songs, Lala Summer Songs/Lala Love Stories, Lala Dance/LalaLove Sories 2 & Lala Love Forever), dintre care Lala Love Songs a obținut discul de aur pentru cel mai bine vândut album al anului 2012. După sfârșitul serialului „Pariu cu Viața”, producătorii au făcut și o continuare a serialului, telenovela „O Nouă Viață”, care a rulat pe Acasă TV din februarie până în aprilie 2014.

## Componență

### Membri actuali
1. Dorian Popa (2011-2015)
2. Alina Eremia (2011-2015)
3. Cristina Ciobănașu (2011-2015)
4. Vlad Gherman (2011-2015)
5. Sore Mihalache (2011-2015)
6. Rapha Tudor (2011-2015)
7. Alexia Talavutis (2011-2015)
8. Dima Trofim (2011-2015)
9. Bubu Cernea (2011-2015)
10. Gabriel Ciocan (2011-2015)
11. Ana Baniciu (2012-2015)
12. Alex Nicolae (2013-2015)

### Foști membri
1. Costin Cambir (2011-2013)
2. Bianca Dragomir (2011-2012)
3. Georgiana Drumen (2011-2012)
4. Gloria Melu  (2011-2013)
5. Mihai Mițitescu (2011-2013)
6. Monica Odagiu (2011-2012)
7. Andrada Popa (2011-2013)
8. Levent Sali (2011-2014)
9. Oana Stancu (2011-2012)
10. Andrei Ștefan (2011-2012)
11. Liviu Teodorescu (2012-2013)

## Discografie
| Anul | Numele Albumului                      | Casa de discuri | Note                                   |
| ---- | ------------------------------------- | --------------- | -------------------------------------- |
| 2011 | Lala Xmas Songs                       | MediaPro Music  | albumul de debut; colinde              |
| 2012 | Lala Love Songs                       | MediaPro Music  | -                                      |
| 2012 | Lala Summer Love și Lala Love Stories | MediaPro Music  | dublu album                            |
| 2012 | Lala Dance și Lala Love Stories 2     | MediaPro Music  | dublu album                            |
| 2013 | Lala Love Forever                     | MediaPro Music  | Primul album doar cu melodii originale |

## Premii
- Romanian Music Awards 2013, Teen Icon Award
- Media Music Awards 2013, Fans Like Award
- On Air Music Awards 2013, Cel Mai Căutat Artist Pe Google & Premiu Special
- Radar De Media, Best Evenimentul Anului 2012 (Lala Summer Love)
- Eva.Ro, Premiu Special Pentru Cea Mai Iubită Trupă Pop-Rock & Pentru Cea Mai Spectaculoasă Evoluție
- MediaPro Music, Discul De Aur 2012
- Gala Premiilor VIP 2012, Debutul Anului